# Rhagonycha adanensis
Rhagonycha adanensis là một loài bọ cánh cứng trong họ Cantharidae. Loài này được Dahlgren miêu tả khoa học năm 1968.